# Oddone de Monferrato
Oddone de Monferrato (né à Casale Monferrato au Piémont, Italie, en 1200/1210 et mort à Lyon entre fin 1250 et début 1251) est un cardinal italien de l'Église catholique du XIIIe siècle, nommé par le pape Grégoire IX.

## Biographie
De Monferrato est chanoine à Ivrée et est envoyé comme nonce apostolique en Angleterre par le pape Honorius III pour régler les relations financières entre l'Église et l'Angleterre.
Le pape Grégoire IX le crée cardinal lors du consistoire de 18 septembre 1227. Le cardinal de Monferrato est légat apostolique auprès de l'empereur Frédéric II, légat en Allemagne et au Danemark et participe avec le cardinal Romano Bonaventura à Paris aux négociations entre le roi Louis IX et le comte Raymond VII de Toulouse. À partir de 1237 il est légat en Angleterre, au pays de Galles et en Écosse, sur demande du roi Henri III d'Angleterre, pour régler la question de la primauté entre les archevêques d'York et de Cantorbéry. Il participe aux négociations entre Henri III et Alexandre II d'Écosse qui débouchent sur la signature du traité d'York en septembre 1237.
De 1239 à 1243, il est tenu par Enzio, le fils de l'empereur en vue d'intervenir dans le cas l'excommunication de l'empereur. Le cardinal de Monferrato participe à l'élection de Célestin IV en 1241 et à l'élection de 1241-1242 d'Innocent IV.